# Rok w Ogrodzie
Rok w Ogrodzie – magazyn poradnikowy, nadawany od 1993 roku w TVP1.
Program prowadzony jest przez Marka Jezierskiego (kiedyś, i po dłuższej przerwie, również przez Witolda Czuksanowa, odcinki są prowadzone na zmianę; zdarzały się odcinki, w których pojawiali się prowadzący na zmianę). Ma swoją premierę w każdą sobotę o 7:35.
W magazynie prowadzący przedstawiają wybrane gatunki i odmiany roślin, radzą jak radzić sobie z ich chorobami i szkodnikami.